# Lophoptera alutacea
Lophoptera alutacea är en fjärilsart som beskrevs av Felder 1874. Lophoptera alutacea ingår i släktet Lophoptera och familjen nattflyn. Inga underarter finns listade i Catalogue of Life.